# Putha Hiunchuli
Der Putha Hiunchuli (auch Dhaulagiri VII) ist der westlichste über 7000 m hohe Eckpfeiler des Dhaulagiri Himal. Der Gipfel befindet sich in Nepal.
Er steht in einer Kette von Bergen, dessen höchste Erhebungen Dhaulagiri II, III, IV, V, VI, Churen Himal, Gurja Himal und der Putha Hiunchuli sind. Deshalb wird der 7246 m hohe Gipfel auch als Dhaulagiri VII bezeichnet. Diese Bergkette trennt das Dolpo-Gebiet im Norden vom 8167 m hohen Dhaulagiri nach Süden. An dem Gipfel treffen sich die Distrikte Dolpa, Myagdi und Rukum.
Im Jahr 1954 konnten James O. M. Roberts und der Sherpa Ang Nyima den Gipfel erstmals besteigen. Erst 42 Jahre später, im Herbst 1996, versuchte sich wieder eine Expedition von Norden. In den letzten Jahren wird der Berg hauptsächlich über die Nord- bzw. Nordostwand bestiegen. Die geneigte Eiswand weist kaum Schwierigkeiten auf. Es gibt keine objektiven Gefahren wie Lawinen, Seracs und Eisbrüche. Deshalb wird der Putha Hiunchuli von Agenturen, die Bergreisen verkaufen, als leicht zu besteigender 7000er benannt.